# Hokejbal
Hokejbal je sport, který je příbuzný lednímu hokeji. V zahraničí je znám také jako street hockey, ball hockey či hockeyball. Hlavním rozdílem mezi ledním hokejem a hokejbalem je, že hráči po hřišti nejezdí na bruslích, nýbrž se pohybují během ve sportovní obuvi. Nehraje se s pukem, ale se speciálním plastovým míčkem oranžové barvy, který se hráči snaží dostat do soupeřovy branky za pomocí hokejek. Povrch hřiště je tvořen speciálním plastovým povrchem, popřípadě asfaltem, či betonem. Hrací plocha je ohraničena mantinely z tvrzeného plastu.

## Historie hokejbalu v Česku
Hokejbal se objevil na území Československa v 70. letech 20. století. Tehdy šlo však o neorganizovaný sport, kdy se hrálo na nejrůznějších betonových a asfaltových hřištích. V roce 1982 byla sepsána první hokejbalová pravidla a následně byl sehrán první turnaj, který byl pořádán pro základní školy. V roce 1984 došlo k úpravě původních pravidel a byla vydána první oficiální hokejbalová pravidla. V tomto roce se také odehrál první ročník Českého poháru. O dva roky později (rok 1986) došlo k další úpravě pravidel a začaly se hrát první přebory republiky. V roce 1987 se v Jihočeském kraji odehrál první regionální turnaj. O rok později (1988) vznikla hokejbalová střediska v Českých Budějovicích ve sportovním areálu SK Pedagog díky Vladimíru Hniličkovi, dále v Plzni, Zlíně a v Karlových Varech. V roce 1988 se také poprvé pořádal 1. ročník Pražského poháru. V roce 1990 byl v Praze založen Českomoravský svaz hokejbalu (ČMSHb). Po založení svazu začaly přibývat městské soutěže a v řadě měst se začala budovat hokejbalová střediska, což mělo za následek přírůstek hráčů. V tomto roce také proběhlo první mistrovství republiky v kategorii mužů, dorostu a žáků. V roce 1991 byla za pomoci Vladimíra Hniličky opět upravena pravidla. Vzorem se stala pravidla tzv. dekhokeje ze Spojených států amerických. O dva roky později v roce 1993 vyrazila nová česká hokejbalová reprezentace na turnaj do kanadské Oshawy. Reprezentanti zde vybojovali historicky první velký úspěch českého hokejbalu, když obsadili 3. místo. V tomto roce byla potřetí upravena hokejbalová pravidla (vzor – kanadská pravidla) a byla ustanovena Mezinárodní hokejbalová federace – International Street Ball Hockey Federation (ISBHF). V roce 1995 obsadila Česká republika 2. místo na prvním mistrovství Evropy v Bratislavě. V roce 1996 se Češi umístili první na mistrovství Evropy a byl podepsán vstup do Evropské hokejbalové asociace. V roce 1997 bylo na území České republiky pořádáno 3. mistrovství Evropy mužů a 1. mistrovství Evropy juniorů. Obě naše reprezentace obsadily 2. místa. V tomtéž roce byla zahájena spolupráce s Fakultou tělovýchovy a sportu Univerzity Karlovy (FTVS UK) v Praze, když zde byl hokejbal zařazen do výuky. V roce 1998 zaznamenala česká reprezentace další úspěch, když se v Litoměřicích stala mistrem světa. Další úspěchy v tomto roce přišly, když se Severka Ústí stala mistrem evropských zemí a když se juniorští reprezentanti stali v Jihlavě mistry Evropy. V roce 1999 byla Česká republika třetí na mistrovství světa ve slovenském Zvolenu a počet registrovaných hráčů hokejbalu v České republice překročil 15 000.
V roce 2000 se mužští reprezentanti České republiky stali mistry Evropy v Mostě a čeští junioři obsadili 2. místo na MS v Kralupech nad Vltavou. V roce 2001 se Češi stali vicemistry na MS v kanadském Torontu. O rok později v roce 2002 se Česká republika stala mistrem Evropy v kategorii U20 ve švýcarském Champery, reprezentanti v kategorii U18 se stali mistry Evropy v Rakousku ve Villachu a počet registrovaných hráčů v České republice překročil 25 000. Rok 2003 znamenal pro reprezentanty v kategorii U18 i U16 první místo na ME v Rakovníku. Reprezentace mužů obsadila 2. místo na mistrovství světa ve švýcarském Sierre. Rok 2004 přinesl další úspěchy. Česká republika se stala vicemistrem světa v kategorii U20 v Martině na Slovensku. V kategorii U18 i U16 vybojovali hokejbalisté titul mistra Evropy v německém Kaufbeuerenu. V roce 2005 se konalo mistrovství světa v USA v Pittsburghu. Čeští hokejbalisté skončili na 5. místě. Dále byla Česká republika zlatá v kategorii U18 a stříbrná v kategorii U16 na mistrovství Evropy v Ostravě. TJ Spartak OEZ Letohrad se stal vítězem EuropaCUPu 2005 a počet registrovaných hráčů překročil 30 000. V roce 2006 se poprvé představila reprezentace žen České republiky na světovém poháru v Martině. Naše hráčky si odtud přivezly bronzové medaile. Reprezentanti v kategorii U16 i U18 byli na ME ve Villachu zlatí.
V Plzni se ve dnech 13. – 20. června 2009 konalo mistrovství světa mužů i žen v hokejbale. Zúčastnilo se 32 týmů z celého světa. Česká reprezentace v prvním kole narazila na Švýcarsko, ve druhém na Indii a ve třetím kole na Slovensko. Všechny tři zápasy vyhrála. Pak přišlo čtvrtfinále a Bermudy porazila 13:0. V semifinále se opět hrálo derby mezi Českou republikou a Slovenskem, nakonec Česká republika vyhrála v prodloužení 5:4.  Ve finále s Indií Česko vyhrálo v prodloužení 4:3 a získalo zlatou medaili.

## Základní pravidla
Pravidla hokejbalu jsou podobná pravidlům ledního hokeje. Největším rozdílem je pravidlo tzv. plovoucí modré čáry. To znamená, že jakmile míček přejede přes útočnou modrou čáru a není pískáno postavení mimo hru, rozšíří se útočné pásmo až na červenou čáru. Jestliže se míček dostane za čáru červenou, útočné pásmo se zmenší a je opět ohraničováno modrou čárou. Další odlišností je, že je zakázán bodyček, který je trestán 2 minutami.

### Hřiště
Hokejbalové hřiště má obdobný tvar jako hřiště pro lední hokej. Je 52 metrů dlouhé a 26 metrů široké. Rozmístění čar a bodů pro vhazování je stejné jako v ledním hokeji. Brána je 1,22 metru vysoká a 1,83 metru široká.

### Počet hráčů a střídání
V průběhu hry se na hřišti vyskytuje maximálně 6 hráčů z jednoho týmu (5 hráčů v poli + 1 brankář). Hráči se během hry mohou kdykoli střídat z hráčské lavice, ale střídající hráč se musí nacházet v pomyslné zóně, která je vymezena délkou střídačky a vzdáleností 3 metrů od mantinelu. Střídající hráč nesmí zasahovat do hry, než dojde k vystřídání.

### Základní hrací doba
Základní hrací doba hokejbalového utkání zpravidla trvá 3x15 minut čistého času. Mezi jednotlivými třetinami je 10 minutová pauza. Utkání je zahájeno vhazováním uprostřed hrací plochy a je zakončeno po 45 minutách závěrečným hvizdem rozhodčího. Je-li stav nerozhodný po řádné hrací době, většina utkání se prodlužuje. V extralize mužů se jede série tří samostatných nájezdů.

### Tresty
Fauly a tresty v hokejbale jsou téměř stejné jako v ledním hokeji. Mezi nepovolené herní činnosti patří vrážení na hrazení, pád pod nohy, krosček, držení, držení hole], hákování, kopnutí, faul kolenem, podražení, nesportovní chování, zdržování hry a mnoho dalších zakázaných činností při hře. V hokejbale je 8 druhů trestů:
1. Menší trest – 2 minuty
2. Menší trest pro hráčskou lavici – 2 minuty
3. Větší trest – 5 minut
4. Osobní trest – 10 minut
5. Osobní trest do konce utkání
6. Trest ve hře
7. Trestné střílení
8. Disciplinární trest

## Výstroj

### Hráči v poli
- Hokejka: Hráči hrají především s hokejkami, které mají čepele z tzv. ABS plastu. Čepele jsou stejně jako v ledním hokeji zakřivené. Toto zakřivení však není pravidly nijak omezeno.
- Míček: Míček je vyroben z umělé hmoty. Jeho průměr je 6,6 až 7 centimetrů a váží 60 až 77 gramů. Hraje se s dvěma typy míčků. Měkké se používají do 18 °C a tvrdé od 18 °C. Každý míček musí být schválen International Street Ball Hockey Federetion.
- Přilba: Patří mezi povinné vybavení hráče. Hráči do 18 let musí nosit povinný celoobličejový kryt.
- Rukavice: Patří mezi povinné vybavení hráče. Již se vyrábějí speciální hokejbalové rukavice, ale řada hráčů stále používá rukavice na hokej.
- Chrániče kolen: Patří mezi doporučené vybavení.
- Chrániče holení: Patří mezi doporučené vybavení. V poslední době se začaly vyrábět chrániče, které jsou lehčí, ohebnější a také se v nich lépe běhá.
- Suspenzor: Patří mezi doporučené vybavení. Košík suspenzoru chrání rozkrok hráče.
- Dres: Všichni hráči ze stejného týmu jsou povinni mít na sobě stejný dres.
- Kalhoty: Všichni hráči ze stejného týmu jsou povinni mít na sobě stejné kalhoty.
- Stulpny: Stulpny se oblékají na nohy přes chrániče holení a kolen.
- Sportovní obuv: Každý hráč musí nosit sportovní obuv. Jednou z doporučených je celokožená obuv s odpruženou patou.

### Speciální výstroj pro brankáře
- Brankářská maska: Patří mezi povinné vybavení. Je totožná s hokejovou maskou.
- Vyrážečka: Speciální rukavice, kterou má brankář na ruce, ve které drží hůl.
- Lapačka: Speciální rukavice s košíčkem určená na chytání střel. Brankář ji má nasazenou na ruce, ve které nedrží hůl.
- Brankářská hůl: Brankář ji drží ve vyrážečce. Má jiný tvar než hůl pro hráče v poli.
- Vesta: Brankář ji nosí pod dresem. Chrání ho před prudkými střelami.
- Betony: Brankář je má nasazeny na nohou. Jsou to speciální chrániče nohou, určeny k vyrážení střel.

## Soutěže
- Mistrovství světa v hokejbalu muži od roku 1996, ženy 2007, veteráni
- Mistrovství Evropy v hokejbalu od roku 1995 do roku 2000
- Mistrovství ČR v hokejbalu od roku 1990
- Český pohár v hokejbalu od roku 1984
- Extraliga hokejbalu
- Liga žen
- Mistrovství světa juniorů v hokejbalu
- Mistrovství světa v hokejbalu do 18 let

## Soutěže v Česku
Extraliga mužů
Je nejvyšší mužská soutěž hokejbalu v Česku.
- Elba DDM Ústí nad Labem
- HBC Kladno
- HBC Hradec Králové 1988
- HBC Pardubice
- HBC Hostivař
- HBC Plzeň
- SK Hokejbal Letohrad
- HBC Prachatice
- HC Kert Park Praha
- HBC Svítkov Stars Pardubice
- TJ Snack Dobřany
- HbK Karviná

Liga žen
Je česká soutěž žen v hokejbalu.
- HBC Enviform Třinec
- Panthers Kadaň
- HBC Pardubice
- SK Kelti 2008
- HBC Plzeň-Litice
- TJ Sršni Svitavy
- HBC Prachatice
- HBC Svítkov Stars Pardubice

V sezóně 2014/2015 hrálo dlouhodobé mužské soutěže více než 200 týmů, což společně s uceleným systémem mládežnických soutěží a soutěží žen činí hokejbal jedním z nejmasovějších kolektivních sportů v Česku (viz struktura českých hokejbalových soutěží).
1.Liga Mužů
HBC Malenovice
HBC Nové Strašecí
HBC Tygři Mladá Boleslav
HBK Bulldogs Brno
Ježci Heřmanův Městec
SK Kelti 2008
SK Kometa Polička
SK Suchdol nad Lužnicí
TGB Swietelski Pedagog České Budějovice
TJ Blatná Datles
TJ Kovo Praha
TJ Lokomotiva Česká Třebová
Vlčí smečka Ústí nad Labem